# Gustaf Kossinna
Gustaf Kossinna (také Kossina) (28. srpna 1858 Tilsit – 20. prosince 1931 Berlín) byl německý filolog a profesor archeologie na Humboldtově univerzitě v Berlíně. Společně s Carlem Schuchhardtem byl hlavním protagonistou tzv. sídlištní archeologie. Je považován za jednoho tvůrců duchovního podloží nacistické ideologie.

## Život
Studoval klasickou a germánskou filologii na univerzitách v Göttingenu, Lipsku, Berlíně a Štrasburgu, kde roku 1881 získal doktorský titul. Pracoval v univerzitních knihovnách v Halle, Berlíně a Bonnu, od roku 1892 v Královské knihovně v Berlíně. V roce 1896 přednesl v Kasselu přednášku Prehistorické rozšíření Germánů v Německu. V květnu roku 1900 byl jmenován profesorem archeologie na berlínské univerzitě. 1909 založil Společnost pro německou prehistorii (Gesellschaft für Deutsche Vorgeschichte, původně Deutsche Gesellschaft für Vorgeschichte) tzv. Mannus-Gesellschaft. Ve své knize Die deutsche Vorgeschichte, eine hervorragend nationale Wissenschaft vydané roku 1911 rozpracoval metodu sídlištní archeologie, a vydělením "typicky germánských" vlastností a projevů položil duchovní základ německé národně-socialistické archeologii.
Kossinna byl čelným představitelem takzvané kulturně historické archeologie, která je založena  na myšlence, že archeologická kultura zastupuje určité etnikum či rasu a nová archeologická kultura na určitém území je zpravidla důsledkem migrace. Kossinna byl také přesvědčen o biologické nadřazenosti árijské rasy a skrze kulturně historickou metodu určil, že její pravlast ležela na území Německa, konkrétně v Šlesvicku-Holštýnsku. Skrze migraci na jih pak Árijci založili kultury, jako byla  řecká, římská a indická, ale pouze ve svém původní vlasti a jejím okolí si zachovali svoji rasovou čistotu.
Byl členem Berlínské společnosti pro antropologii, etnologii a prehistorii (Berliner Gesellschaft für Anthropologie, Ethnologie und Urgeschichte). Byl sympatizantem různých národních a antisemitských politických uskupení, od roku 1928 otevřeným podporovatelem a spoluzakladatelem Národně-socialistické společnosti pro německou kulturu (Nationalsozialistische Gesellschaft für deutsche Kultur) a členem německy-šovinistického spolku Nordischer Ring.
Kossina byl vydavatelem časopisu Mannus (1909-1942) a zakladatelem vydavatelské řady Mannus-Bibliothek.

## Publikace (výběr)
- Die deutsche Vorgeschichte, eine hervorragend nationale Wissenschaft. Curt Kabitzsch Verlag, Leipzig 1912.
- Die Herkunft der Germanen. Zur Methode der Siedlungsarchäologie, Kabitzsch, Würzburg 1911.
- Der Goldfund vom Messingwerk bei Eberswalde und die goldenen Kultgefäße der Germanen. Mannus-Bibliothek, Band 12, Kabitzsch, Würzburg 1913.
- Die deutsche Ostmark, ein Heimatboden der Germanen. Berlin 1919.
- Das Weichselland. Ein uralter Heimatboden der Germanen. A. W. Kafemann, Danzig 1919
- Altgermanische Kulturhöhe. Eine Einführung in die deutsche Vor- und Frühgeschichte. J. F. Lehmanns Verlag, München 1927.
- Ursprung und Verbreitung der Germanen in vor- und frühgeschichtlicher Zeit. Germanen-Verlag, Berlin-Lichterfelde 1926, 1927.